# گئورگ لونگه
گئورگ لونگه (آلمانی: Georg Lunge؛ ۱۵ سپتامبر ۱۸۳۹ – ۳ ژانویهٔ ۱۹۲۳) یک شیمی‌دان در زمینه شیمی آلی اهل آلمان بود.